# Bee (Nebraska)
Bee es una villa ubicada en el condado de Seward en el estado estadounidense de Nebraska. En el Censo de 2010 tenía una población de 191 habitantes y una densidad poblacional de 294,98 personas por km².

## Geografía
Bee se encuentra ubicada en las coordenadas 41°0′23″N 97°3′30″O / 41.00639, -97.05833. Según la Oficina del Censo de los Estados Unidos, Bee tiene una superficie total de 0.65 km², de la cual 0.65 km² corresponden a tierra firme.

## Demografía
Según el censo de 2010, había 191 personas residiendo en Bee. La densidad de población era de 294,98 hab./km². De los 191 habitantes, Bee estaba compuesto por el 100% blancos. Del total de la población el 3.14% eran hispanos o latinos de cualquier raza.